# Настоящее мужество (фильм)
«Настоящее мужество» (англ. True Grit) — художественный фильм в жанре вестерна, снятый режиссёром Генри Хэтэуэем в 1969 году. Экранизация романа Чарльза Портиса. В 2010 году братья Коэны сняли ремейк фильма — ленту «Железная хватка».

## Сюжет
Мэтти Росс, четырнадцатилетняя девочка, покидает свой дом, чтобы найти и наказать убийцу отца — бродягу и разбойника по имени Том Чейни. Приехав в город, она узнаёт, что Чейни скрылся на Индейской территории, где нет закона и к тому же хозяйничает банда некоего Неда Пеппера по прозвищу «Счастливчик». Это не останавливает Мэтти: распродав остатки отцовского имущества, она нанимает для поисков Ру́бена Ко́гберна (Reuben Cogburn) — одноглазого федерального маршала по прозвищу Задира (Rooster), известного своим пьянством, вспыльчивостью и упорством — «железной хваткой». К ним присоединяется техасский рейнджер Лабёф (La Boeuf), также разыскивающий Чейни за убийство сенатора. Рано утром троица отправляется в опасный путь…

## В ролях
- Джон Уэйн — Рубен Дж. «Задира» Когберн[1]
- Ким Дарби — Мэтти Росс
- Глен Кэмпбелл — Лабёф
- Джереми Слейт — Эммет Куинси
- Роберт Дюваль — Счастливчик Нэд Пеппер
- Деннис Хоппер — Мун
- Строзер Мартин — полковник Г. Стоунхилл
- Джефф Кори — Том Чейни
- Дональд Вудс — Барлоу
- Джеймс Уэстерфилд — судья Паркер
- Джон Дусетт — шериф
- Джон Фидлер — Даджетт, адвокат
- Эдит Этуотер — миссис Флойд
- Хэнк Уорден — Р. Райан, гробовщик
- Майрон Хили — эпизод

## Награды и номинации
- 1970 — премия «Оскар» за лучшую мужскую роль (Джон Уэйн), а также номинация в категории «лучшая оригинальная песня» («True Grit», музыка — Элмер Бернстайн, слова — Дон Блэк).
- 1970 — премия «Золотой глобус» за лучшую мужскую роль в драматическом фильме (Джон Уэйн), а также две номинации — за лучший актёрский дебют в мужской роли (Глен Кэмпбелл) и за лучшую оригинальную песню («True Grit», музыка — Элмер Бернстайн, слова — Дон Блэк).
- 1970 — номинация на премию BAFTA в категории «Лучший актёрский дебют в главной роли» — Ким Дарби.
- 1970 — попадание в десятку лучших фильмов года по версии Национального совета кинокритиков США.
- 1970 — номинация на премию Гильдии сценаристов США за лучшую адаптированную драму (Маргерит Робертс).